# 285
El año 285 (CCLXXXV) fue un año común comenzado en jueves del calendario juliano, en vigor en aquella fecha.
En el Imperio romano el año fue nombrado como el del consulado de Carino y Aurelio o, menos comúnmente, como el 1038 Ab urbe condita, siendo su denominación como 285 posterior, de la Edad Media, al establecerse el Anno Domini.

## Acontecimientos
- Tréveris, capital de la Galia.
- Primavera-verano: Los emperadores rivales Carino y Diocleciano se enfrentan en la batalla del río Margus. El último es el que emerge victorioso aunque sin una pierna
- 21 o 25 de julio: Diocleciano nombra coemperador delegado a Maximiano con el título de César.
- Finales del verano: Campañas de Maximiano contra los bagaudas en la Galia.
- Finales del verano: Diocleciano defiende el Danubio contra los ataques de los sármatas.
- San Antonio funda el monaquismo.[1]

## Fallecimientos
- Carino, emperador romano, asesinado.